# ザット・グリーン・ジェントルマン
「ザット・グリーン・ジェントルマン」（That Green Gentleman (Things Have Changed)）は、アメリカ合衆国のポップ・ロック・バンドであるパニック・アット・ザ・ディスコの楽曲。2008年3月25日に発売された2作目のスタジオ・アルバム『プリティ。オッド。』の7曲目に収録された後、同年5月2日にシングル・カットされた。作詞はライアン・ロスが手がけ、作曲はメンバー全員の共作。
『ビルボード』誌のHot Singles Salesでは最高位16位を記録した。

## 背景・制作
2007年3月、ネバダ州の田舎町にある小屋で後に『プリティ。オッド。』となるアルバムのための楽曲制作を開始。ロスいわく「ロマンティックな展開のある現代的なおとぎ話」というアイデアをもとに制作が行なわれていたが、メンバーができあがった曲に対する興味を失ったことから8月までにこのアイデアを破棄。その後、当初のアイデアと相反するそれぞれに全然、違うタイプの曲を集めた作品として改めて楽曲制作が始められ、その中で最初に書かれた楽曲の1つが「ザット・グリーン・ジェントルマン」となる。
制作過程について、ジョン・ウォーカーは「僕がCメジャーを弾いて、（スペンサーが）ドラムを叩き始めたのがその始まりだった。それから4時間後に曲が完成した。僕らはいくつか曲の構成と歌詞を変えたよ。僕らは曲作りにおける自発性が好きなんだ」と回想している。ロスは本作と「ナイン・イン・ジ・アフターヌーン〜恋するタイミング」について「僕らがバンドとして気持ちよく演奏できた2曲」と語っている。

## 曲の構成
「ザット・グリーン・ジェントルマン」のキーはB♭メジャーで、テンポは96BPM。アルバム『プリティ。オッド。』の日本語解説文を手がけた山口智男は、本作を「スワンピーなカントリー・ソウル」と説明している。
本作の特徴として、『スピン』誌のウィリアム・グッドマンは「キャッチーなギターとビートルズ風のハーモニー」、『ビルボード』誌のブライアン・ロッリは「軽く歪んだギターのリックと陽気でばかげた歌詞」を挙げた。

## ミュージック・ビデオ
2008年2月10日、アラン・ファーガソンを監督に迎えて「ザット・グリーン・ジェントルマン」のミュージック・ビデオの撮影を翌日から開始することを発表。『NME』誌は、「ビートルズのアニメーション映画『イエロー・サブマリン』を連想させるサイケデリックな雰囲気を持った」ミュージック・ビデオと説明している。撮影はロサンゼルスから30分の場所にある開けた農地で行なわれた。
ミュージック・ビデオはマトリョーシカから小さなメンバーが出てくるところから始まり、子供の姿になっておとぎ話を連想させる景観で遊び戯れたり、ペニー・ファージングやボートを漕ぐシーンで構成される。ビデオにはキャメロン・ボイス（子供の姿になったロス役）が出演している。

## シングル収録曲
| #         | タイトル                                                                         | 作詞 | 作曲・編曲 | 時間 |
| --------- | -------------------------------------------------------------------------------- | ---- | ---------- | ---- |
| 1.        | 「ザット・グリーン・ジェントルマン」(That Green Gentleman (Things Have Changed)) |      |            | 3:15 |
| 合計時間: | 合計時間:                                                                        | 3:15 |            |      |

| #         | タイトル                                                                                              | 作詞 | 作曲・編曲 | 時間 |
| --------- | --- | ---- | ---------- | ---- |
| 1.        | 「ザット・グリーン・ジェントルマン」(That Green Gentleman (Things Have Changed))                      |      |            | 3:15 |
| 2.        | 「シー・ハッド・ザ・ワールド（オルタネイト・ヴァージョン）」(She Had the World (Alternative Version)) |      |            |      |
| 合計時間: | 合計時間:                                                                                             | 3:15 |            |      |

| #         | タイトル                                                                         | 作詞 | 作曲・編曲 | 時間 |
| --------- | -------------------------------------------------------------------------------- | ---- | ---------- | ---- |
| 1.        | 「ザット・グリーン・ジェントルマン」(That Green Gentleman (Things Have Changed)) |      |            | 3:15 |
| 2.        | 「ホエン・ザ・デイ・メット・ザ・ナイト」(When The Day Met the Night)             |      |            | 4:54 |
| 合計時間: | 合計時間:                                                                        | 8:09 |            |      |

| #         | タイトル                                                                         | 作詞 | 作曲・編曲 | 時間 |
| --------- | -------------------------------------------------------------------------------- | ---- | ---------- | ---- |
| 1.        | 「ザット・グリーン・ジェントルマン」(That Green Gentleman (Things Have Changed)) |      |            | 3:15 |
| 合計時間: | 合計時間:                                                                        | 3:15 |            |      |

## チャート成績
| チャート (2008年)                | 最高位 |
| -------------------------------- | ------ |
| UK シングルス (OCC)              | 96     |
| US Hot Singles Sales (Billboard) | 16     |